# John Wesley Young
John Wesley Young (né le 17 novembre 1879 à Columbus, Ohio et mort le 17 février 1932 à Hanover, New Hampshire) est un mathématicien américain qui, avec Oswald Veblen, a introduit les axiomes de la géométrie projective, a coécrit un ouvrage en deux volumes à leur propos et a démontré le théorème de Veblen-Young. Fervent partisan de la géométrie euclidienne, il estime qu'elle est sensiblement « plus pratique à utiliser » que la géométrie non euclidienne. Plusieurs conférences ont été compilées en 1911 et publiées sous le titre Lectures on Fundamental Concepts of Algebra and Geometry.
John Wesley Young naît en 1879 de William Henry Young et Marie Louise Widenhorn Young. William Henry Young était originaire de Virginie-Occidentale et était d'origine amérindienne. Après avoir fait la guerre de Sécession, il est nommé au consulat en Allemagne. Plus tard, il enseigne les mathématiques à l'université de l'Ohio. Marie Louise Widehorn Young est née à Paris, en France et parle couramment le français et l'allemand.
John Wesley grandit en Europe et en Amérique en raison de la profession de son père. Il fréquente ainsi des écoles à Baden Baden et Karlsruhe, en Allemagne, et à Columbus, dans l'Ohio. Young obtient une maîtrise en mathématiques à l'université Cornell en 1903.
John Wesley Young se marie avec Mary Louise Aston le 20 juillet 1907. Ils ont une fille, Mary Elizabeth, devenue Mrs. Allyn.
Entre 1903 et 1911, Young occupe des postes à l'université Northwestern, à l'université de Princeton, à l'université de l'Illinois, à l'université du Kansas et à l'université de Chicago. Il devient chef du département de mathématiques du Dartmouth College en 1911 et le reste jusqu'en 1919 ; plus tard, il est président du département de 1923 à 1925. Il préside la Mathematical Association of America en 1929-1930. Il continue à enseigner jusqu'à deux jours avant sa mort.

## Sélection de publications
- Oswald Veblen et John Wesley Young, Projective geometry, University of Michigan Library, 1910, 344 p. (ISBN 141816707X, lire en ligne)[5],[6],[7]
- Lectures on Fundamental Concepts of Algebra and Geometry, The Macimillan Company, 1911 (lire en ligne)
- Projective Geometry, vol. 4, Chicago, Open Court, coll. « Carus Mathematical Monographs (en) », 1930[8]